# Martín Lumbreras Peralta
Martín Lumbreras y Peralta, O.A.R., známý také jako Martín de San Nicolás (listopad 1598, Zaragoza – 11. prosince 1632, Nagasaki) byl španělský římskokatolický kněz a řeholník Řádu augustiniánů rekoletů, umučený v Tokugawském šógunátu, kam dorazil jako misionář. Katolická církev jej uctívá jako blahoslaveného mučedníka.

## Život
Narodil se v Zaragoze do šlechtické rodiny 8. listopadu 1598. Pokřtěn byl 10. listopadu téhož roku v bazilice Panny Marie na Sloupu. Vstoupil do Řádu augustiniánů rekoletů a v Borji přijal řeholní hábit. Roku 1619 složil v Zaragoze své řeholní sliby. Zvolil si řeholní jméno Juan de San Nicolás.
V červenci roku 1622 vyplul z Cádizu na Filipíny, kam dorazil v roce 1623. Poté zde začal vykonávat svůj misijní apoštolát. V důsledku pronásledování a stažení misionářů z Japonska ho jeho představení přidělili do Manily, aby sloužil jako hlavní sakristián a poté jako novicmistr. Během svého působení na Filipínách velmi propagoval úctu k Panně Marii Pilarské, které věnoval obraz a oltář v kostele Iglesia de San Nicolás de Tolentino de los Agustinos.
Měl však silnou touhu evangelizovat Japonsko, kam mu jeho představený povolil odcestovat. 4. srpna 1632 odplul z Manily do Japonska v doprovodu Melchiora od svatého Augustina, který mu byl stálým společníkem až do jeho mučednické smrti. Oba dorazili do Nagasaki o osm dní později. Jeden z čínských obchodníků, kteří misionáře převáželi, nahlásil jejich připlutí guvernérovi Nagasaki, který pronásledoval křesťany, prořež byl spolu se svým společníkem nucen uprchnout do hor, kde jim poskytl útočiště dominikán sv. Domenico Ibáñez de Erquicia, který je také seznámil s místním jazykem a kulturou. Po této přípravě se vrátili do Nagasaki vykonávat tajně své poslání. 3. listopadu 1632 však byli odhaleni a zatčeni. Místní guvernér se je pokusil přimět k odřeknutí se křesťanství a když odmítli, odsoudil jej a jeho společníka k smrti. Byl upálen na hranici spolu s ním 11. prosince 1632 v Nagasaki po několika hodinách mučení.

## Úcta
Beatifikační proces jeho a jeho společníka Melchora od svatého Augustina započal dne 11. února 1928, čímž obdržel titul služebník Boží. Dne 28. listopadu 1988 podepsal papež sv. Jan Pavel II. dekret o jejich mučednictví.
Blahořečeni pak byli společně dne 23. dubna 1989 na Svatopetrském náměstí papežem sv. Janem Pavlem II.
Jeho památka je připomínána 11. prosince. Bývá zobrazován v řeholním oděvu.